# Liste du patrimoine immobilier classé de Mont-de-l'Enclus
Cette page regroupe l'ensemble du patrimoine immobilier classé de la commune belge de Mont-de-l'Enclus.
| Objet                                                                                                   | Année de construction / Architecte | Adresse    | Section communale | Coordonnées                      | Numéro d’inventaire | Illustration                                                                                            |
| --- | ---------------------------------- | ---------- | ----------------- | -------------------------------- | ------------------- | --- |
| Ferme : tour-porche et deux annexes adjacentes qui flanquent la tour (façades et toitures), Place, n°12 |                                    | Place n°12 | Orroir            | 50° 44′ 53″ nord, 3° 28′ 54″ est | 57095-CLT-0001-01   | Ferme : tour-porche et deux annexes adjacentes qui flanquent la tour (façades et toitures), Place, n°12 |